# Fermín Bouza-Brey
Fermín Bouza-Brey (Ponteareas, 1901 — Santiago de Compostela, 1973) foi um escritor e filólogo galego.
Foi um dos fundadores do Seminario de Estudos Galegos em 1923. Colaborador em revistas como Cristal, Resol ou Nós. Juiz desde 1929, durante a Guerra Civil foi afastado da carreira por galeguista até que em 1938 foi reabilitado como juiz de Vielha, para passar depois à Estrada.
Ingressou na Real Academia Galega em 1941. Como poeta destaca por ser o iniciador do neotrobadorismo cuja tendência vai ser seguida também por Álvaro Cunqueiro e Xosé María Álvarez Blázquez.

## Obra
- Cabalgadas en Salnés, 1925 (narrativa)
- Nao senlleira, 1933 (poemario)
- Seitura, 1955 (poemario)